# Petaurista petaurista
Petaurista petaurista — вид гризунів родини Sciuridae. Він зустрічається в різноманітних типах лісів, плантаціях і більш відкритих місцях з розкиданими деревами в Південно-Східній Азії, починаючи від півночі до Гімалаїв і південного і центрального Китаю. Одна з найбільших деревних вивірок: має довжину голови й тулуба 28,5–55 см, довжину хвоста 34–63 см і вагу близько 990–3200 грамів. У кожному регіоні самці, як правило, дещо менші, принаймні за вагою, ніж самиці. Усі популяції мають принаймні червонувато-коричневу верхню частину та бліду нижню частину, але є значні географічні варіації кольорів. Таксономічне положення тих, хто живе в регіоні Сунда, загалом узгоджено, але є значна невизначеність щодо інших, які по-різному були включені до цього чи іншого виду або визнані власними видами.
Вид веде здебільшого нічний спосіб життя і здатна ковзати (а не літати як кажан) на великі відстані між деревами, розправляючи свій патагіум, шкіру між кінцівками. Це травоїдна тварина, і самиця має одного, рідко двох, дитинчат на виводок. Хоча локально зменшується через втрату середовища проживання та, меншою мірою, полювання, він залишається загалом поширеним і не є видом, що перебуває під загрозою зникнення.